# Michael Jackson: The Stripped Mixes
Michael Jackson: The Stripped Mixes (poznat i kao The Stripped Mixes), je kompilacijski album klasičnih skladbi američkog glazbenika Michaela Jacksona, kojeg 2009. godine objavljuje diskografska kuća Motown. CD je izašao pod nazivom The Motown 50 Mixes.

## Produkcija
Manje od sat vremena nakon komemoracije za Michaela Jacksona u Staples Centeru, Universal Music Group je najavio prikupljanje Michaelovih klasičnih skladbi i izlazak The Stripped Mixes. Album sadrži skladbe iz Jacksonove Motown ere klasičnih skladbi. Prethodno neobjavljena skladba "I'll Be There" od sastava Jackson 5 izašla je za iTunes kao uvod u The Stripped Mixes. Album je za iTunes i preuzimanje s interneta izašao 7. srpnja 2009. godine, dok je CD verzija albuma objavljena 28. srpnja 2009. godine. 

## Popis pjesama
| Br. | Skladba                                                                        | Autor                                          | Trajanje |
| --- | ------------------------------------------------------------------------------ | ---------------------------------------------- | -------- |
| 1.  | »I'll Be There (Minus Mix)« (s albuma Third Album)                             | Berry Gordy, Bob West, Hal Davis, Willie Hutch | 3:55     |
| 2.  | »Ben (Stripped Mix)« (s albuma Ben)                                            | Don Black, Walter Scharf                       | 2:42     |
| 3.  | »Who's Lovin' You (Stripped Mix)« (s albuma Diana Ross Presents The Jackson 5) | Smokey Robinson                                | 4:24     |
| 4.  | »Ain't No Sunshine (Stripped Mix)« (s albuma Got to Be There)                  | Bill Withers                                   | 4:08     |
| 5.  | »I Want You Back (Stripped Mix)« (s albuma Diana Ross Presents The Jackson 5)  | The Corporation (Motown)                       | 3:48     |
| 6.  | »ABC (Stripped Mix)« (s albuma ABC)                                            | The Corporation (Motown)                       | 3:11     |
| 7.  | »We've Got a Good Thing Going (Stripped Mix)« (s albuma Ben)                   | The Corporation                                | 3:15     |
| 8.  | »With a Child's Heart (Stripped Mix)« (s albuma Music & Me)                    | Basemore, Henry Cosby, Sylvia Moy              | 4:07     |
| 9.  | »Darling Dear (Stripped Mix)« (s albuma Third Album)                           | Gordy/Gordy/Story                              | 2:33     |
| 10. | »Got to Be There (Stripped Mix)« (s albuma Got to Be There)                    | Elliot Willensky                               | 3:15     |
| 11. | »Never Can Say Goodbye (Stripped Mix)« (s albuma Maybe Tomorrow)               | Clifton Davis                                  | 3:11     |

## Vanjske poveznice
- Michael Jackson: The Stripped Mixes - za iTunes